# بازیگر غیردولتی
بازیگر غیردولتی (انگلیسی: Non-state actor)، فرد یا سازمانی است که نفوذ سیاسی قابل‌توجهی دارد اما به هیچ کشور یا دولت خاصی، وابسته نیست.
منافع، ساختار و نفوذ بازیگرهای غیردولتی بسیار متفاوت است. به عنوان مثال، در میان بازیگرهای غیردولتی می‌توان به سازمان‌های غیرانتفاعی، اتحادیه‌های کارگری، سازمان‌های غیردولتی، بانک‌ها، شرکت‌ها، رسانه‌های گروهی، بزرگان تجارت، جنبش‌های آزادی‌بخش مردمی، گروه‌های ذی‌نفوذ، گروه‌های مذهبی، آژانس‌های امدادی و بازیگران غیردولتی خشونت‌آمیز مانند نیروهای شبه‌نظامی اشاره کرد.
گسترش بازیگران غیردولتی از زمان پایان جنگ سرد، یکی از عواملی بوده است که منجر به پارادایم تار عنکبوتی در سیاست بین‌الملل شده است. تحت این پارادایم، حاکمیت وستفالی فرسایش قدرت و حاکمیت را تجربه می‌کند و بازیگران غیردولتی بخشی از این علت هستند. با تسهیل جهانی شدن، بازیگرهای غیردولتی مرزهای دولت-ملت و ادعاهای حاکمیتی را به چالش می‌کشند. شرکت‌های چندملیتی همیشه با منافع ملی همدل نیستند، بلکه به منافع شرکت وفادارند. بازیگرهای غیردولتی از طریق حمایت از مسائل اجتماعی، مانند حقوق بشر و محیط زیست، حاکمیت دولت-ملت را بر امور داخلی به چالش می‌کشند.
بازیگران غیردولتی مسلح بدون کنترل دولت فعالیت می‌کنند و در درگیری‌های داخلی و فرامرزی درگیر هستند. فعالیت چنین گروه‌هایی در درگیری‌های مسلحانه، لایه‌هایی از پیچیدگی را به مدیریت و حل و فصل سنتی درگیری‌ها می‌افزاید. این درگیری‌ها اغلب نه تنها بین بازیگران غیردولتی و دولت‌ها، بلکه بین چندین گروه بازیگر غیردولتی نیز رخ می‌دهد. مداخله در چنین درگیری‌هایی به ویژه چالش‌برانگیز است، زیرا حقوق بین‌الملل و هنجارهای حاکم بر استفاده از زور برای مداخله یا اهداف حفظ صلح، در درجه اول در چارچوب دولت-ملت نوشته شده‌اند.